# モーリス・セーヴ

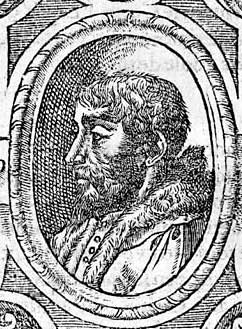
モーリス・セーヴ

モーリス・セーヴ（Maurice Scève, 1500年頃 - 1564年頃）は、フランス・ルネサンス期の詩人。リヨン派の中心人物であり、マロ派のクレマン・マロ、プレイヤード派のピエール・ド・ロンサールらと並び、当時のフランスを代表する詩人の一人である。
セーヴは、リヨンで生まれ、学生時代にはアヴィニョンで法律学を学んだ。その後リヨンに戻り、リヨンの詩人たちの中心的存在として、プラトンやペトラルカに由来する精神的な愛の理論を精緻にすることを目指した。この精神的な愛は、プラトンの訳者にして注釈者マルシリオ・フィチーノに多くを負っている。
セーヴの主な著作は、『デリー』（1544年）、哀歌『アリオン』（1536年）、牧歌"La Saulsaye" （1547年）、そして、人間の没落で始まる百科全書的な詩『小宇宙』（1562年）である。
セーヴは、詩人であると同時に音楽家であったとも言いうるかも知れない。彼は使う言葉の音楽的な価値に非常に注意を払っていた。この点と博識の点で、彼はマロ派とプレイヤード派の接点を形成したのである。『デリー』は、実在の、あるいは架空の女性に捧げられた一連の詩の様式を定式化したものである。この様式は、ロンサールが『カッサンドラへのオード』で、ジョアシャン・デュ・ベレーが『オリーブ』で、それぞれ追随するものである。
彼は1560年の少し後に没したようだが、正確な日は不明である。

## リヨン派
リヨン派 (l'école lyonnaise) は、フランス・ルネサンス期にリヨンで活動した詩人たちのグループを指す言葉である。「プレイヤード派」が議論になるのと同様に、このようなグループ分けは実態に即したものではない、とする批判も存在する。しかしながら、当時のリヨンで、セーヴを中心とする多くの詩人たちが活動したことは事実である。
セーヴが指導的地位にあったリヨン派は、彼の友人クロード・ド・タイユモンの他、多くの女性詩人を含んだ。
- ペルネット・デュ・ギエ
- クレマンス・ド・ブールジュ
- セーヴの姉妹クローディーヌ・セーヴとシビル・セーヴ
- ルイーズ・ラベ

## 日本語訳
- 『デリ :至高の徳の対象』加藤美雄訳. 青山社, 1990.8

## 関連書籍
- 加藤美雄『モーリス・セーヴ作品研究』昭森社, 1964